# Arthur Letele
Arthur Elias Letele (* 2. Oktober 1916 in Maseru, Basutoland, heute Lesotho; † 20. Dezember 1965 ebenda) war ein Politiker und Arzt in Südafrika und Basutoland.

## Leben
Leteles Vater Elias Letele war Mosotho und arbeitete als Schulinspektor, seine Mutter Catherine Letele war Xhosa. Kurz nach seiner Geburt zog die Familie in das südafrikanische Ladybrand. Arthur Letele erhielt seine Sekundarschulausbildung am Lovedale Institute bei Alice. Anschließend begann er ein Medizinstudium am South African Native College, das er an der University of the Witwatersrand in Johannesburg fortsetzte. 1946 erwarb er seinen Abschluss als Mediziner. Bereits 1944 war er der Youth League des African National Congress (ANC) beigetreten. 1947 begann er eine Tätigkeit als Arzt in Lovedale, 1948 zog er nach Kimberley um. Im selben Jahr heiratete er Mary-Anne Nombulelo Grace Nkolombe, mit der er vier Söhne und eine Tochter hatte.
1952 beteiligte er sich an der Defiance Campaign gegen das Apartheid-Regime und wurde mehrmals inhaftiert. Wegen Anstiftung zur Gewalt erhielt er eine Haftstrafe von neun Monaten, die zur Bewährung ausgesetzt wurde. 1953 wurde er in das National Executive Committee des ANC gewählt. Er bereitete im Jahr 1955 für den Bereich Kimberley den Congress of the People vor und nahm auch daran teil. Im selben Jahr wurde er Schatzmeister des ANC. Im Folgejahr gehörte er zu den 156 Angeklagten des Treason Trial, wurde jedoch freigesprochen. 1960 wurde er erneut inhaftiert, weil er in Orlando seinen Pass öffentlich verbrannt hatte. Er musste das Land verlassen und lebte fortan im benachbarten Basutoland, blieb aber Mitglied des Führungsgremiums des ANC, der nunmehr in Südafrika gebannt war. 1961, am Tag vor der Ausrufung der Republik in Südafrika, versuchte er zusammen mit anderen Politikern, die Führung der Basutoland Congress Party zu übernehmen, um den ANC zu unterstützen; dies scheiterte aber. Er nahm 1961 im Rahmen einer ANC-Delegation an der dritten und letzten All-African Peoples’ Conference in Kairo teil, wo er zu Sanktionen gegen Südafrika aufrief. Anschließend reiste er als Repräsentant des ANC nach Schweden, in das Vereinigte Königreich, nach Nigeria und Tanganyika; 1963 besuchte er die Sowjetunion, wo er an einer Sitzung des Afro-Asiatischen Solidaritätskomitees teilnahm.
Letele litt an einer unheilbaren Krankheit. Am 20. Dezember 1965 starb er durch Suizid.

## Auszeichnungen
2014 wurde Letele postum der Order of Luthuli in Silber verliehen.